# باول كومر
باول كومر (بالألمانية: Paul Kummer) (و. 1834 – 1912 م) هو عالم نبات، وعالم فطريات ألماني، ولد في تسيربست، توفي في موندن، عن عمر يناهز 78 عاماً.